# Fort Carré (Antibes)
 (mars 2023).
Si vous disposez d'ouvrages ou d'articles de référence ou si vous connaissez des sites web de qualité traitant du thème abordé ici, merci de compléter l'article en donnant les références utiles à sa vérifiabilité et en les liant à la section « Notes et références ».
Ne doit pas être confondu avec Fort Carré (Fort-Louis).

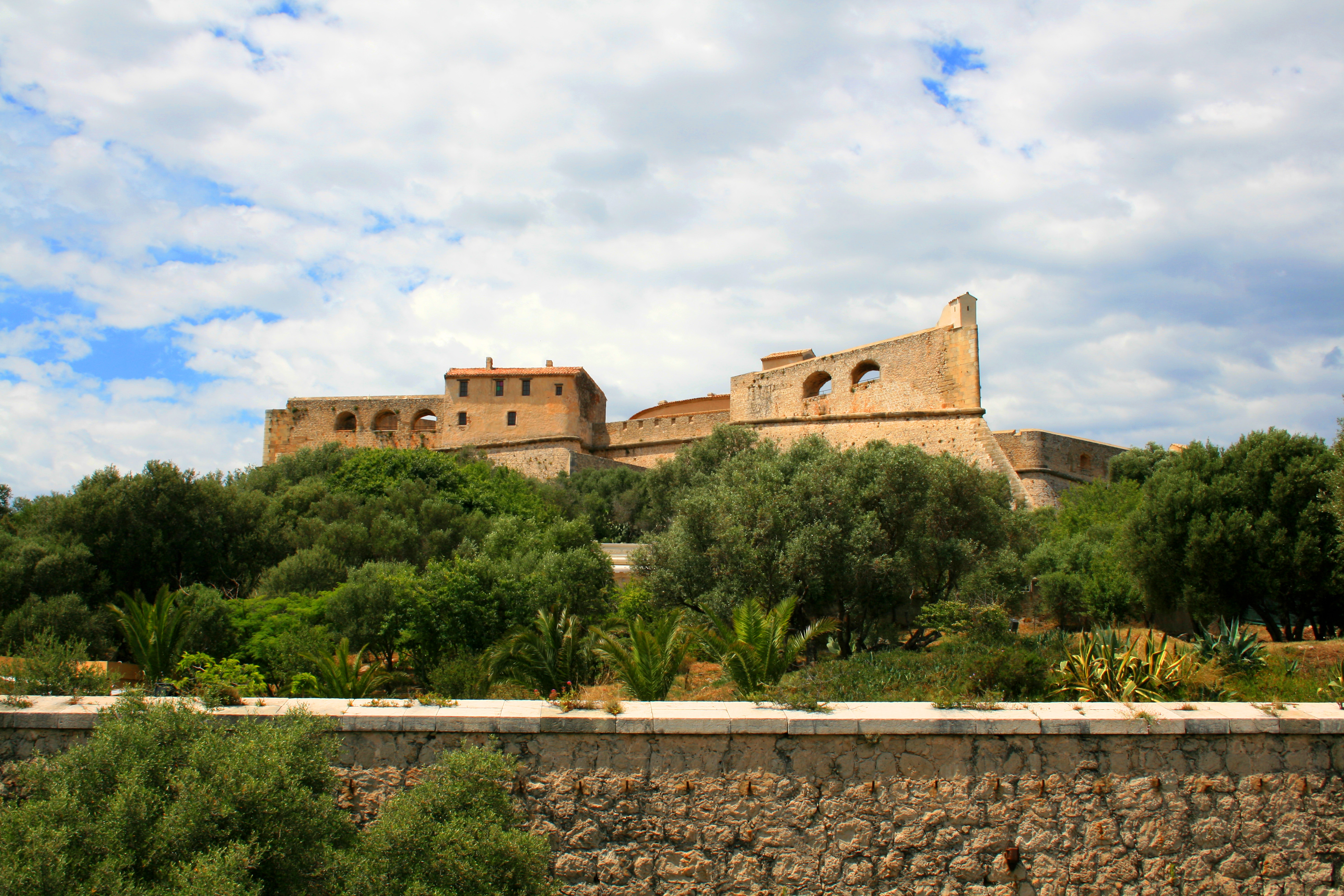
Le fort Carré, en 2007, vu du sud.

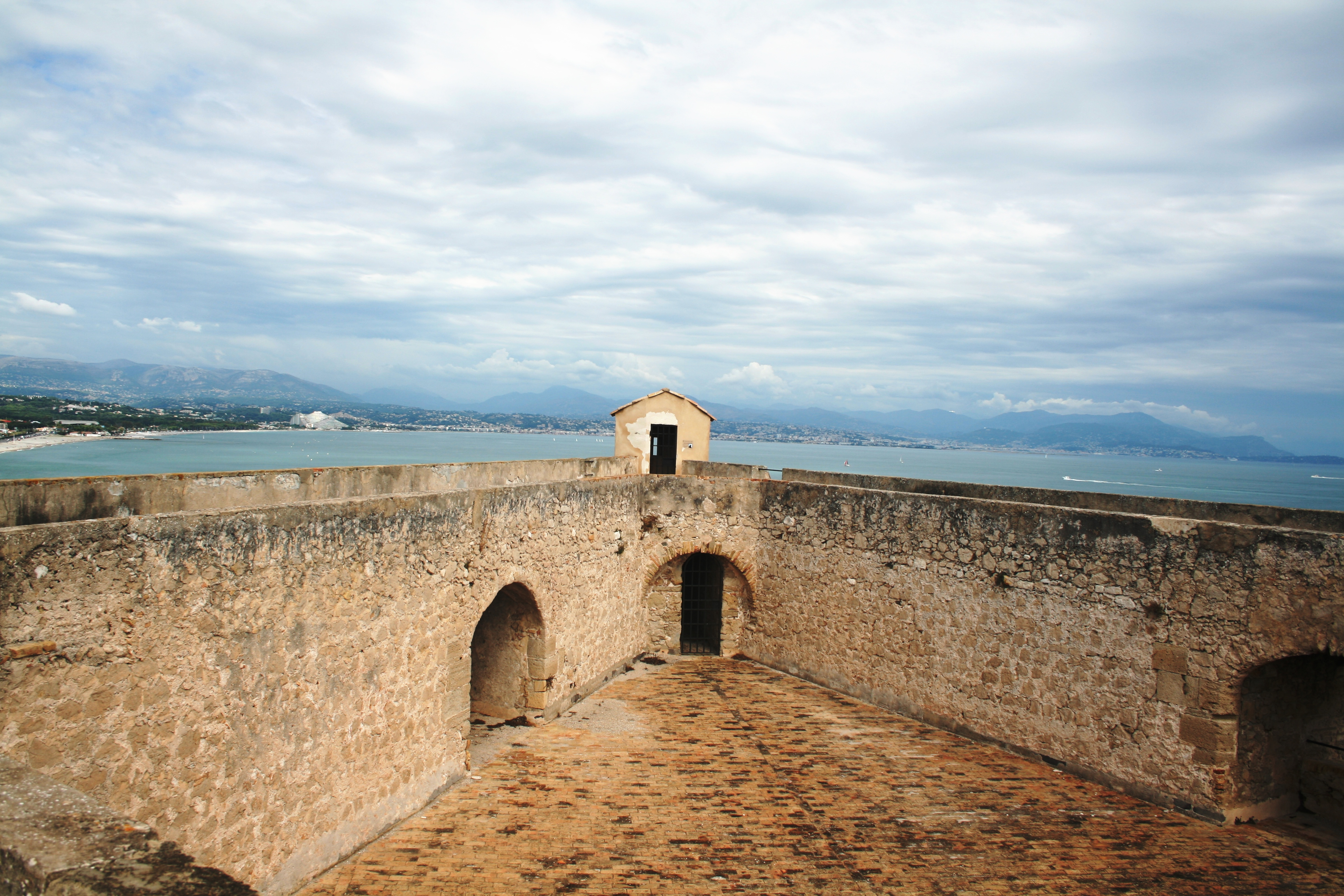
L'intérieur du bastion Nice.

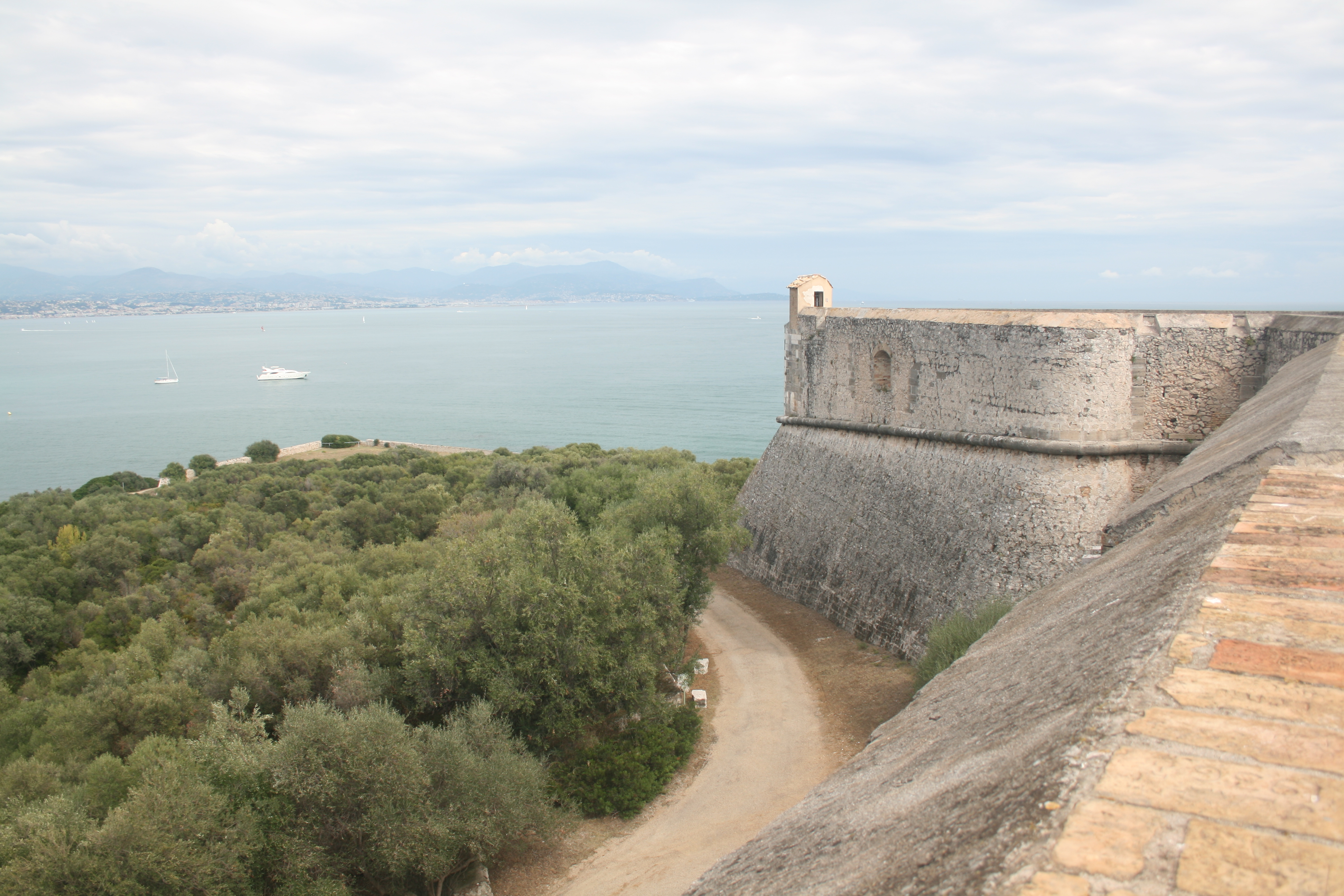
Le bastion Nice

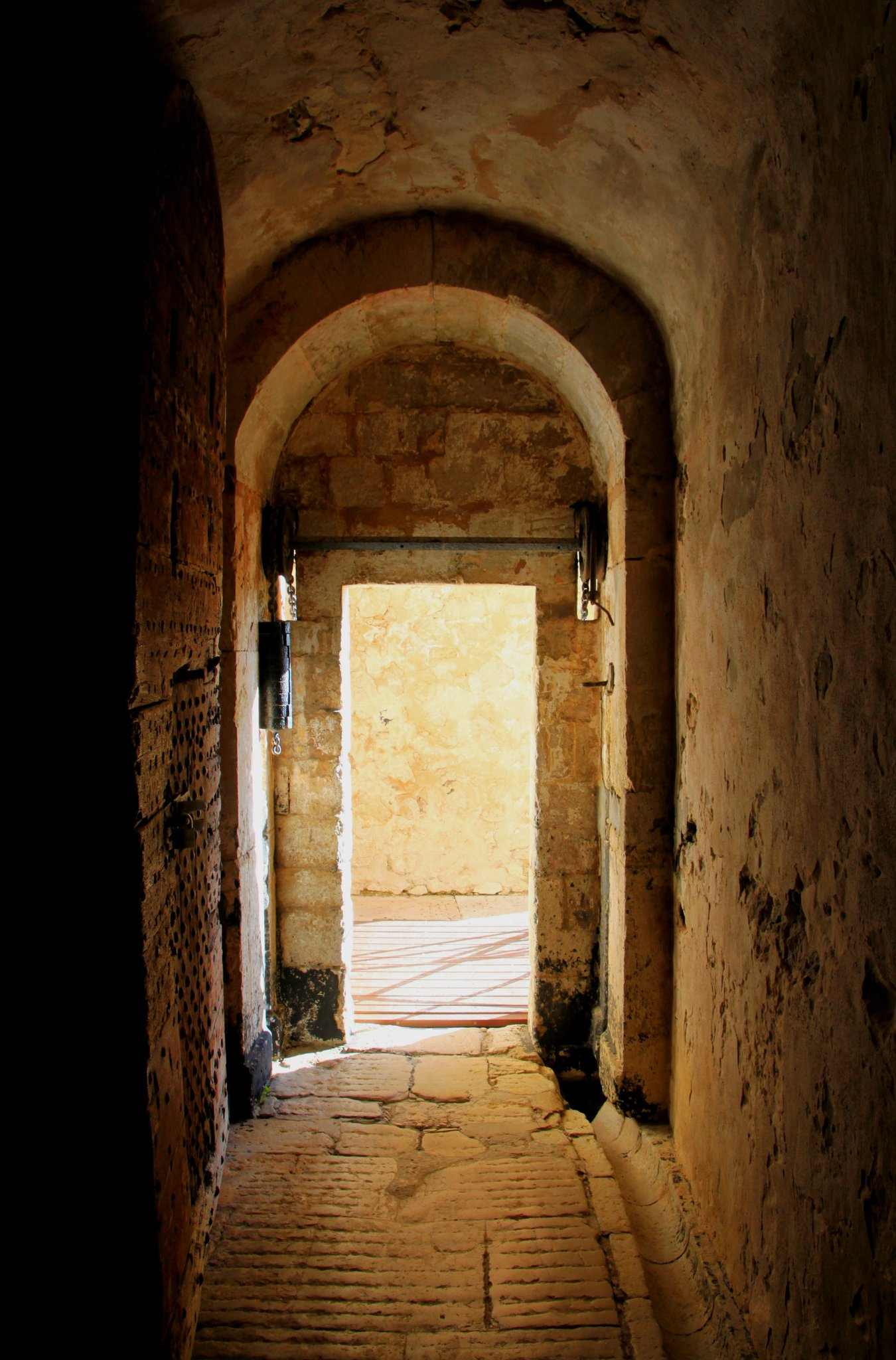
La porte d'entrée, vue de l'intérieur

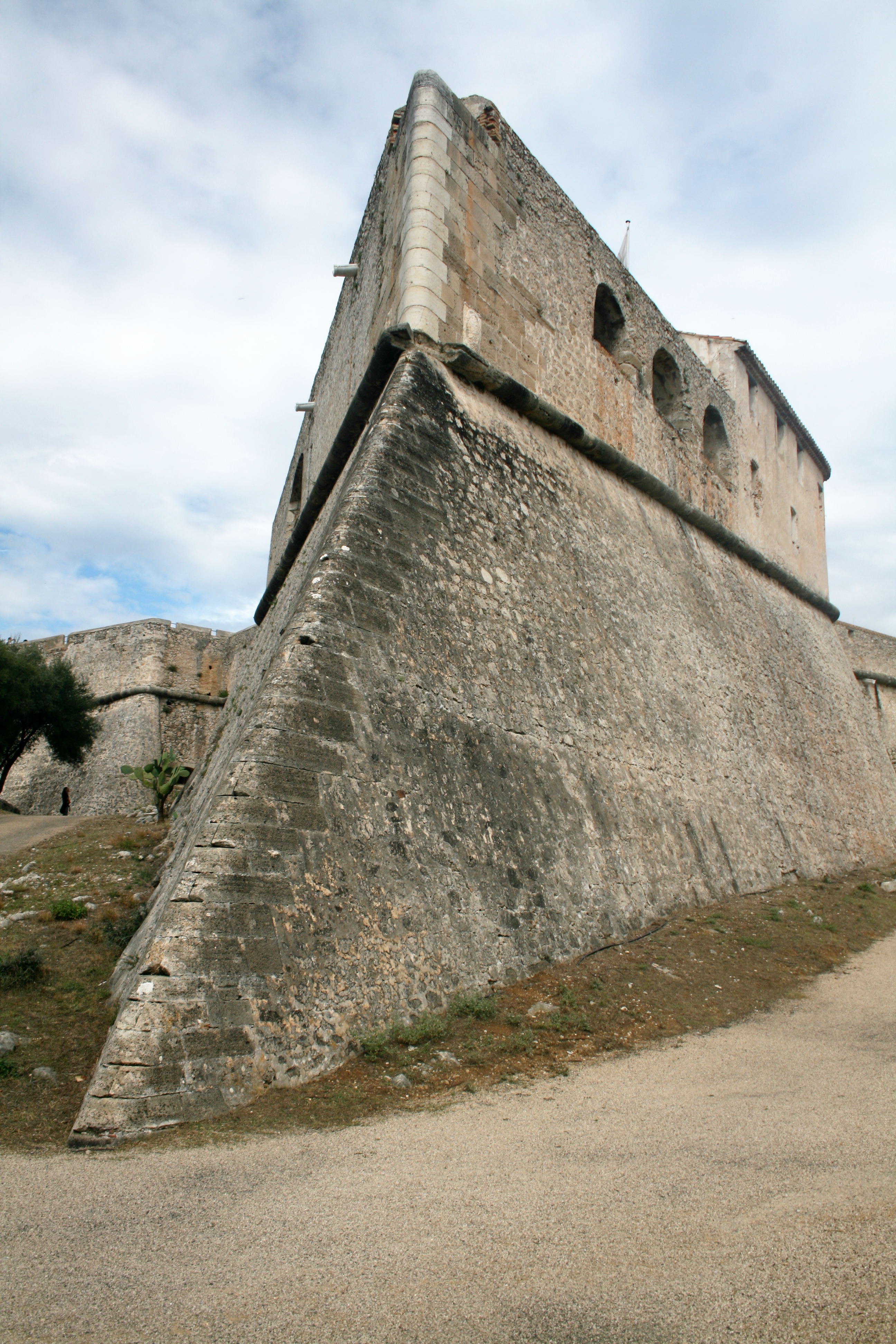
Bastion Antibes du fort Carré.

Le fort Carré est un fort militaire construit sous le règne d'Henri II au XVIe siècle. Le fort se situe sur la presqu'île Saint-Roch à Antibes, au bord de la route du bord de mer ; il est construit sur un rocher s'élevant à 26 mètres au-dessus de la mer.

## Historique

### Contexte
Au XVIe siècle, la Provence appartient au royaume de France tandis que le comté de Nice dépend du duché de Savoie, la frontière étant constituée par le fleuve Var. Les tensions entre le royaume de France et le duché de Savoie sont dues à l'alliance de ce dernier avec l'Espagne des Habsbourg. Durant les guerres d'Italie, les Espagnols mettent Antibes à sac, en 1524 et 1536, montrant la fragilité de cette région.
Le Sud-Est de la Provence est donc une zone de frontière que les rois de France fortifient dès le règne de François Ier. Henri II décide la construction du fort, sur un emplacement stratégique : le bâtiment est une sentinelle, permettant, par son point de vue panoramique, de surveiller la frontière avec le duché de Savoie.

### La construction
L'absence de documents probants ne permet pas de déterminer avec certitude le ou les ingénieurs du fort Carré mais il est probable qu'il soit dû au moins en partie à Jean de Renaud, aussi dit « Jean de Saint-Rémy ». Ce dernier fut en effet envoyé en Provence dès l'époque de François Ier « pour veoir, visiter et regarder quelles munitions de guerre il y a dedans icelles, en quel estat, reparation, fortiffication et deffence elles sont, ce qu’il seroit besoing et necessaire de faire pour la mectre en toutte deffense et seureté ». Pourtant, c'est le roi Henri II qui décide sa construction, entreprise semble-t-il au début des années 1550 et s'étalant sur plus de vingt ans. La chapelle Saint-Laurent, qui se trouvait sur la colline, fut détruite à cette occasion pour céder la place au bâtiment militaire et le nom de Saint-Laurent fut conservé pour la tour centrale du Fort Carré qui porte encore, aujourd'hui, le nom de « tour Saint-Laurent ».
La construction du fort Carré n'a laissé aucun plan ni aucune archive réelle, aussi les éléments de sa chronologie sont très incertains et documentés uniquement par l'archéologie du bâti. La construction commence vraisemblablement par celle de la tour Saint-Laurent, inscrite elle-même dans un carré bastionné. L'accès à l'intérieur du bâtiment est encore médiéval, avec une porte perchée placée sous le feu des orillons. 

### La fonction défensive
L'utilisation du fort Carré en tant que bâtiment de défense s'étale sur plus de trois siècles. En dépit de son rôle de surveillance et de dissuasion, le Fort Carré a été attaqué à deux reprises : 
– en 1591, durant les guerres de religion, le duc Charles-Emmanuel Ier de Savoie fait une percée en Provence et prend la place forte d'Antibes sans avoir besoin de combattre. L'armée française lancée par Henri IV à la reconquête de Provence fait le siège d'Antibes et de son fort en 1592. Le duc d'Épernon qui mène le siège finit par reprendre la ville et le fort. C'est la seule et unique prise militaire connue du Fort Carré ;
– en 1746 - 1747, durant la guerre de Succession d'Autriche, le fort Carré et Antibes sont bombardés par l'artillerie austro-sarde et la flotte anglaise, mais la place forte tient le siège.

### L'intervention de Vauban

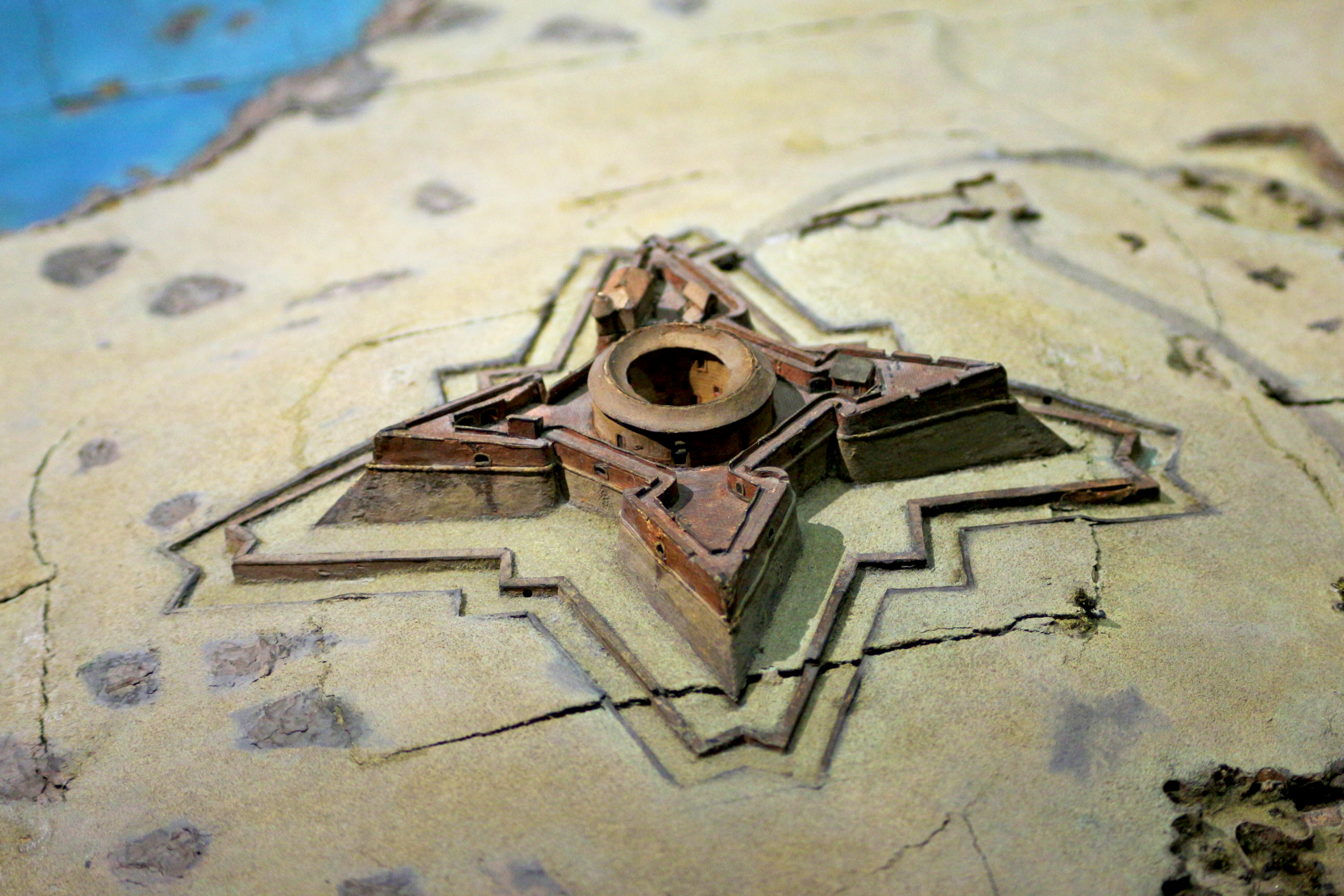
Le fort Carré sur le plan-relief d'Antibes, maquette réalisée en 1754 et exposée au musée des Plans-Reliefs (Paris).

Vauban n'est que très peu intervenu sur le fort Carré. Visitant Antibes dans les années 1680, il dresse plusieurs plans et établit une liste de travaux à réaliser pour les défenses d'Antibes, de son port, et du fort Carré. Il confie à l'ingénieur Antoine de Niquet la tâche de superviser ces travaux. Concernant le fort Carré, peu de ces travaux ont été effectivement menés à bien. Il mena néanmoins à bien des améliorations, notamment une réfection générale des équipements afin d'assurer un meilleur confort des troupes, ainsi que la création des défenses extérieures. La silhouette du bâtiment n'a pas été modifiée par Vauban. La forme actuelle du fort Carré est demeurée, à peu de chose près, celle qu'il avait déjà au XVIe siècle.

### Le déclassement militaire
Le XIXe siècle marque un tournant avec le rattachement de Nice à la France en 1860 ainsi qu'une modification importante de l'armement qui rendent le Fort Carré obsolète. La place forte d'Antibes et le Fort Carré sont déclassés à la fin du XIXe siècle, et une partie des remparts de la ville sont arasés. Des soldats y stationnent brièvement pendant la Première Guerre mondiale. Sa dernière utilisation dans un cadre militaire remonte à la seconde guerre mondiale : le Fort Carré a servi, durant l'occupation, de Centre de rassemblement des étrangers pour toutes les Alpes-Maritimes. Le fort a été classé au titre des monuments historiques en 1906.

### Les Écoles de sport militaire
Le site du fort Carré avec son stade construit en 1920 et les casernes Reille accueille au XXe siècle plusieurs écoles à vocation sportive et militaire : 
– 1920 - 1939 : centre régional d'instruction physique, assurant la formation des instituteurs à l'enseignement physique dans les écoles ;
– 1940 - 1945 : le Collège national de moniteurs et athlètes, qui a la même fonction que le CRIP ;
– 1945 - 1953 : l'École militaire d'escrime et de sports de combat (EMESC), qui formait les athlètes militaires.
C'est à cette époque que le fort Carré est réaménagé avec l'installation d'un parcours du combattant et une piste du risque, qui utilisent les bâtiments comme un site d'entraînement pour l'escalade, l'équilibre et la descente en rappel.
– 1953 - 1967 : École d'entraînement physique militaire (EEPM), qui est en réalité la fusion entre l'EMESC d'Antibes et l'ENEPM de Pau ;
– 1967 : fermeture de l'EEPM d'Antibes et création de l'École inter-armées des sports de Fontainebleau.

### Le centre régional d'éducation physique (CREP)
En 1968 le fort Carré est affecté au ministère de la Jeunesse et des sports. La gestion en est confiée au Directeur régional de la Jeunesse et des sports pour l'Académie de Nice. Afin de ne pas être en concurrence avec le CREPS de Boulouris, le Fort Carré est plutôt dédié au secteur Jeunesse (CREP) sans nullement empêcher les divers stages sportifs (Centre de tir, plongée et voile, gymnastique sportive, judo, lutte en coopération avec Antibes pour l'entraînement de clubs locaux.
Jusqu'en 1979 diverses manifestations culturelles comme « Le livre vivant » ont été prises à l’initiative de la DRJS dans l'enceinte du fort.

### La restauration
Entre 1979 et 1985, le fort Carré est restauré par les bénévoles du Club du Vieux Manoir. Travaillant pendant les vacances de printemps et d'été, les adolescents du club restaurent les façades, les toitures, créent un accès permettant ainsi la visite du bâtiment.

### L'ouverture au public
Propriété de la ville d'Antibes depuis son rachat auprès du ministère de la Jeunesse et des Sports en 1997, le fort Carré est ouvert au public depuis 1998.

### Monument historique
Le fort Carré est classé au titre des monuments historiques par arrêtés successifs des 7 novembre 1906 et 20 août 1913, modifiés par décrets des 17 octobre 1937 et 19 octobre 1976. À noter que le classement concerne également l'enceinte extérieure, dit « fort de la Presqu'île » ou « fort Reille ».

## Expositions
- 1999 : Les Philosophes, exposition de sculptures de Jean Tinguely (collection du musée de Bâle)
- 2004 : Le Fort Carré et Joinville, retraçant la période des écoles de sport militaire
- 2007 : Vauban : des remparts et des hommes, exposition réalisée par les Archives municipales d'Antibes dans le cadre de l'« année Vauban » et ouverture du musée de site du Fort Carré
- 2008 : Instantanés, regards au quotidien sur le Fort Carré, exposition de photographies d'Éric Planet
- 2009 : Mille Sabords !, exposition sur la marine de guerre, du XVIe au XXe siècle.
- 2019 : Mémoires résistantes, exposition réalisée par les Archives municipales d'Antibes, dans le cadre du 75e anniversaire de la Libération d'Antibes
- 2021 : La Poésie du Désir, exposition réalisée dans le cadre du Printemps des Poètes, en partenariat avec l'association ALC - Agir pour le lien social et la citoyenneté[5]
- 2023 : Graffitis : l'écriture ancrée (deuxième volet de l'exposition Laisser sa trace, dont le premier, Graver la mémoire, est présenté au musée d'Archéologie)[6].

## Filmographie
- 1951 : Les Quatre Sergents du Fort Carré, de Claude Pinoteau et Georges Hugon, avec François Patrice, Michel Jourdan et Jean Carmet.
- 1955 : Napoléon, de Sacha Guitry, avec Daniel Gélin.
- 1983 : Jamais plus jamais, d'Irvin Kershner, avec Sean Connery et Kim Basinger.
- 1986 : Monte-Carlo (TV film), avec Joan Collins et Malcolm McDowell